# Centrumpartij
Centrumpartij nannte sich eine nationalistische, rechtspopulistische niederländische Partei, die von 1980 bis 1986 existierte. Von 1982 bis 1984 war sie im niederländischen Parlament vertreten, bis ihr einziger Parlamentarier, Hans Janmaat, aus der Partei ausgeschlossen wurde. Er gründete daraufhin die Centrum Democraten, die er nach den Wahlen von 1986 im Parlament vertrat. Die Centrumpartij wurde bedeutungslos und 1986 von der Centrumpartij 86 abgelöst.

## Geschichte
Gründer der Centrumpartij am 11. März 1980 war in erster Linie Henry Brookman, Dozent an der Vrije Universiteit Amsterdam. Sie verband ein Programm des sozialen Ausgleichs und des Umweltschutzes mit einer scharfen Ablehnung von Einwanderung. Brookman hielt die Gründung einer neuen Partei für notwendig, nachdem Mitglieder seiner früheren Partei, der Nationale Centrum Partij, im Februar 1980 Marokkaner tätlich angegriffen hatten. Brookman war nur bis 1981 Vorsitzender, blieb der Partei aber bis 1985 als Berater verbunden.

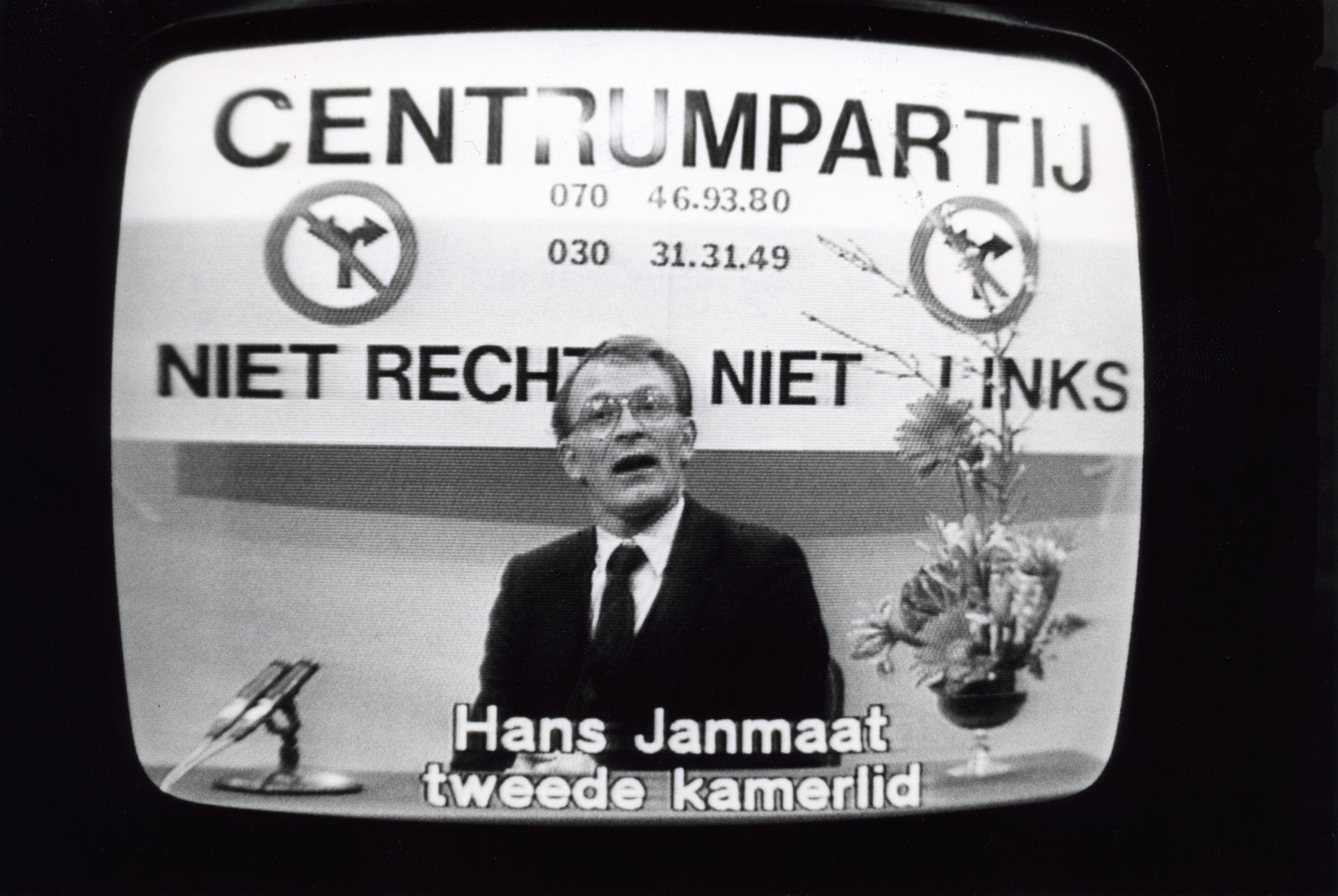
Der Gesellschaftskundelehrer Hans Janmaat in einem Wahlwerbespot für die Centrumpartij, 9. Februar 1984

Die Partei gelangte 1982 nicht nur in die Kammer, sondern auch in einige Gemeinderäte. 1984 scheiterte sie knapp bei der Europawahl. Innere Spannungen brachten das Ende der Partei herbei, so wollte Nico Kronst einen militanteren Kurs. Am 12. Mai 1984 wurde er anstelle von Janmaat Parteivorsitzender. Im Oktober wurde Janmaat aus der Partei ausgeschlossen, viele Mitglieder folgten ihm. Am 13. Mai 1986 wurde die Partei für bankrott erklärt, nachdem weder sie noch Janmaats neue Partei in die Kammer gelangt waren.
Am 20. Mai 1986 gründete sich eine radikal nationalistische Centrumpartij 86 als Nachfolgepartei. Sie zog rechtsradikale Jugendliche an und wurde 1998 durch den niederländischen Hoge Raad als kriminelle Vereinigung eingestuft, die Volksverhetzung betrieb. Die Partei wurde aufgelöst, allerdings durch die Nieuwe Nationale Partij vom 3. Juli 1998 weitergeführt. Ein bekanntes Mitglied war Alfred Vierling.